# Stadion Dinamo w Biszkeku
Stadion Dinamo (kirg. Динамо стадион) – wielofunkcyjny stadion w Biszkeku, stolicy Kirgistanu. Swoje mecze rozgrywała na nim drużyna Dinamo Biszkek i Szer-Ak-Dan Biszkek. Obiekt może pomieścić 10 000 widzów.